# 马君起造像碑
马君起造像碑，位于中国河北省衡水市文化馆，为衡水市深州市的一个省级文物保护单位，类型为石刻，公布时间为1982年7月23日。
马君起造像碑的历史年代为唐代。